# Доврузан
Доврузан (перс. دوروزان) — село в Ірані, у дегестані Баят, у бахші Новбаран, шагрестані Саве остану Марказі. За даними перепису 2006 року, його населення становило 132 особи, що проживали у складі 37 сімей.

## Клімат
Середня річна температура становить 11,44 °C, середня максимальна – 31,00 °C, а середня мінімальна – -10,89 °C. Середня річна кількість опадів – 267 мм.
| Клімат поселення                              | Клімат поселення | Клімат поселення | Клімат поселення | Клімат поселення | Клімат поселення | Клімат поселення | Клімат поселення | Клімат поселення | Клімат поселення | Клімат поселення | Клімат поселення | Клімат поселення | Клімат поселення |
| Показник                                      | Січ.             | Лют.             | Бер.             | Квіт.            | Трав.            | Черв.            | Лип.             | Серп.            | Вер.             | Жовт.            | Лист.            | Груд.            |                  |
| Середній максимум, °C                         | 5,37             | 6,94             | 12,47            | 18,54            | 23,35            | 29,29            | 31,00            | 30,70            | 25,96            | 19,70            | 12,90            | 6,94             |                  |
| Середня температура, °C                       | −2,75            | −1,18            | 4,33             | 10,43            | 15,22            | 21,16            | 24,81            | 24,50            | 19,78            | 13,52            | 6,72             | 0,77             |                  |
| Середній мінімум, °C                          | −10,89           | −9,31            | −3,79            | 2,30             | 7,10             | 13,03            | 18,64            | 18,32            | 13,58            | 7,33             | 0,54             | −5,42            |                  |
| Норма опадів, мм                              | 36               | 36               | 47               | 39               | 32               | 5                | 1                | 1                | 0                | 11               | 23               | 36               |                  |
| Середньомісячна швидкість вітру, м/с          | 1.94             | 2.48             | 3.04             | 3.14             | 2.76             | 2.53             | 2.60             | 2.48             | 2.21             | 2.19             | 1.74             | 1.96             |                  |
| Середньомісячна сонячна радіація, кДж/м²·день | 8604             | 11461            | 14260            | 17871            | 21908            | 26520            | 25865            | 23662            | 20235            | 14678            | 10531            | 8427             |                  |
| --------------------------------------------- | ---------------- | ---------------- | ---------------- | ---------------- | ---------------- | ---------------- | ---------------- | ---------------- | ---------------- | ---------------- | ---------------- | ---------------- | ---------------- |
| Джерело:                                      |                  |                  |                  |                  |                  |                  |                  |                  |                  |                  |                  |                  |                  |